# Guido Reybrouck
Guido Reybrouck (* Bruges, 25 de dezembro de 1941). Foi um ciclista belga, profissional entre 1964 e 1973, cujos maiores sucessos desportivos conseguiu-os nas Grandes Voltas onde conseguiu 6 vitórias de etapa no Tour de France, 4 vitórias de etapa na Volta a Espanha e 3 vitórias de etapa no Giro d'Italia. Também conseguiu vitórias em numerosas clássicas destacando seus triunfos em 3 edições da Paris-Tours, numa Amstel Gold Race e num Campeonato de Zurique.

## Palmarés
| - 1964 - Paris-Tours - Campeonato de Zurique - 1965 - Kuurne-Bruxelas-Kuurne - 2 etapas do Tour de France - 1 etapa da Volta à Bélgica - 1966 - Campeonato da Bélgica em Estrada - Paris-Tours - 1 etapa do Tour de France - 1967 - 2 etapas do Tour de France - 1 etapa da Volta a Espanha - 2 etapas da Paris-Nice - Elfstedenronde - 1968 - Paris-Tours - 3 etapas do Giro d'Italia - 2 etapas da Semana Catalã - 1 etapa da Volta à Catalunha - 1 etapa do Giro di Sardegna - 1 etapa da Paris-Luxemburgo - Circuito da Fronteira | - 1969 - 1 etapa do Tour de France - Amstel Gold Race - 1 etapa da Semana Catalã - 2.º no Campeonato da Bélgica em Estrada - 1970 - 1 etapa da Paris-Nice - 3 etapas da Volta a Espanha, mais classificação por pontos e classificação da combinada - 1971 - 1 etapa do Giro di Sardegna - 1 etapa da Tirreno-Adriático - 1 etapa da Volta à Catalunha - 1972 - 2 etapas da Volta a Levante - 1973 - 1 etapa do Tour de l'Oise |

## Resultados em Grandes Voltas
| Corrida | Corrida         | 1964 | 1965 | 1966 | 1967 | 1968 | 1969 | 1970 | 1971 | 1972 |
| ------- | --------------- | ---- | ---- | ---- | ---- | ---- | ---- | ---- | ---- | ---- |
|         | Giro d'Italia   | 88.º | —    | —    | —    | 52.º | Ab.  | Ab.  | —    | —    |
|         | Tour de France  | —    | 54.º | 53.º | 42.º | —    | 77.º | —    | Ab.  | Ab.  |
|         | Volta a Espanha | —    | —    | —    | Ab.  | —    | —    | 49.º | —    | —    |